# Ueli Kleeb
Ueli Kleeb (* 1964 in Zug, heimatberechtigt in Zug und Richenthal) ist ein Schweizer Gestalter, Szenograf und Künstler. Mutter Hildegard Kleeb-Häfliger (1930–2008), Vater Sales Kleeb-Häfliger (1930–2025), Schwester Hildegard Kleeb (* 1957), Bruder Andreas Kleeb (* 1962).

## Leben
Kleeb studierte von 1984 bis 1986 Kunstgeschichte und Mittelalterarchäologie an der Universität Zürich (bei Stanislaus von Moos und Hans Rudolf Sennhauser). Von 1986 bis 1992 absolvierte er die Hochschule für Gestaltung und Kunst Luzern und diplomierte als eidg. dipl. Visueller Gestalter. Als Illustrator war er von 1988 bis 1996 bei der «Weltwoche» in Zürich tätig und arbeitete mit dem Journalisten Hanspeter Born zusammen («Ein klarer Fall»). 1988 besuchte er eine Illustrations-Weiterbildung am Bath College of Art (Bath School of Art and Design) in Bath. Von 1989 bis 1991 absolvierte er Grafikpraktika bei SF DRS in Zürich, bei Alex Isley Design Studio in New York (erste Arbeiten mit dem Apple-Macintosh II Modell 1987) und bei April Greiman (Pionierin der Macintosh-Computergrafik) Inc. in Los Angeles (erste Arbeiten mit Gestaltungssoftware Aldus PageMaker und Aldus FreeHand).
Zwischen 1993 und 1996 verfasste Kleeb in Zusammenarbeit mit dem Universitätsspital Zürich die Forschungsarbeit «Die Verarbeitung visueller Information im menschlichen Auge oder der Weg des physikalischen Reizmaterials vom visuellen Phänomen einer Blumenwiese bis zum Austritt des Sehnervenbündels aus dem Augapfel ins Gehirn». 1997 wurde diese Arbeit im Museum für Gestaltung Zürich in Form der Ausstellung «BLUMENWIESE, zwischen Wahrnehmung und Wirklichkeit» gezeigt, die in Zusammenarbeit mit dem Ausstellungsmacher Martin Heller und dem Klangkünstler Andres Bosshard realisiert wurde.
Seit 1993 betreibt Kleeb ein eigenes Atelier für Visuelle Gestaltung in Zug, seit 1999 zusammen mit Caroline Lötscher. 1999 gründete er zusammen mit Caroline Lötscher, Andreas Hertach, Michael van Orsouw und später Mark Livingston das Künstlerkollektiv «DNS-Transport» (Ausstellungen/Publikationen/Kunst).
Seit 2006 erforscht Kleeb die 600-jährige Kultur der Zuger Kirschen. 2008 gründete er zusammen mit einigen Aktivisten die «IG Zuger Chriesi» und startete die Aktion «1000 Kirschbäume für Zug», die 2018 erfolgreich abgeschlossen werden konnte. 2009 erfand er den Zuger Chriesisturm, das Rennen mit Leitern und Hutten durch die Stadt Zug. 2013 eröffnete er zusammen mit Caroline Lötscher in Zug das «Zuger Kirschtorten Museum», zum 100-jährigen Jubiläum der Zuger Kirschtorte realisierte er 2015 die «Zuger Kirschtorten Meile». 2017 gab er zusammen mit Caroline Lötscher und diversen Mitautoren das 600-seitige Buch «CHRIESI, Kirschenkultur rund um Zugersee und Rigi» heraus. Zudem lancierte er ein Online-Nachschlagewerk zum Kirschgewerbe in Zug, Schwyz und Luzern seit 1798.

## Ausstellungen (Auswahl)
2005 realisierte Kleeb zusammen mit Caroline Lötscher und Mark Livingston den Beromünster-Radioweg, eine Inszenierung mit sieben in der Landschaft platzierten Radiokästen entlang eines Wanderweges vom Dorf Beromünster hinauf zum historischen Sendeturm. Aus den Radios ertönen per Knopfdruck wahlweise drei verschiedene Hörspiele, die regelmässig erneuert werden.
In Zusammenarbeit mit dem Kunsthaus Zug und dem Museum für Gestaltung Zürich und zusammen mit Caroline Lötscher und Martino Stierli realisierte Kleeb 2006 die Ausstellung «Haettenschweiler: Schriften für die Welt, Logos für Zug» im mobilen Container, der in Zug und in Zürich Halt machte. Szenografisch inszeniert wurden diverse Original-Entwürfe der handgezeichneten Schriften sowie einige prägende Logos des Zuger Grafikers Walter Haettenschweiler (1933–2014).
In Zusammenarbeit mit dem Kunsthaus Zug, dem Museum für Gestaltung Zürich und Leventina Turismo und zusammen mit Caroline Lötscher und Karl Kobelt realisierte Kleeb 2009 die Ausstellung «Max Huber – il ragazzo di Baar: Grafik, Swing und Leidenschaft». Im mobilen Container gezeigt wurden Plakate und die wichtigsten Stationen im Leben und Werk des Baarer Grafikers Max Huber (1919–1992). Der Container machte Halt in Baar, in Zürich und auf dem Gotthardpass.
2008–2017 lancierte Kleeb zusammen mit Caroline Lötscher die Installation ZEITBILD in der Stadt Zug. 50 grossformatige historische Bildtafeln wurden genau an denselben Orten montiert, an denen sie einst aufgenommen wurden und zeigten so im direkten Vergleich auf, wie stark sich die Stadt seit 1873 verändert hat. Fokussiert wurden der Wandel der Baukultur und der Umgang mit Gebäuden, Plätzen und Strassen. Erzählt wurde Bau-, Kunst-, Sozial- und Wirtschaftsgeschichte, welche die städtischen Räume prägt. Daraus resultierten die beiden Publikationen ZEITBILD (2017) und ZEITBILD-COLOR (2020).

## Plakate (Auswahl)
- mit Caroline Lötscher: «Zivilisations-Maschine 2000», Format F4, 2000, (für die Plakatkunst-Ausstellung im Goethe-Institut in Santiago de Chile/CL), Hg. DNS-Transport, Zug.[26]
- mit Caroline Lötscher: «Memento-Mori», Format F4, 2000, (als Erinnerung an die eisenzeitlichen Funde und die bemalten Schädelknochen im römisch-katholischen Beinhaus von Hallstatt/AT), Hg. DNS-Transport, Zug.[27]
- mit Caroline Lötscher: «DESASTRE-2001», grau und rot, Format F4, 2001, (anlässlich der traurigen Ereignisse im Schwarzen Herbst 2001 in der Schweiz), Hg. DNS-Transport, Zug.[28]
- mit Caroline Lötscher: «SOUVENIR-Zug/Berlin», sechsteilig, Format F4, 2001, (als Versuch einer automatisierten und maschinellen Herstellung von Gestaltungsplakaten für das Plakat- und Ausstellungsprojekt SOUVENIR-Zug/Berlin 2001), Format F4, 2001, Hg. DNS-Transport, Zug.[29]
- mit Caroline Lötscher: «Verpönte Töne», Format F4, 2005, (für das Projekt «Die Goldenen 20er» mit goldenen Dolendeckeln und Tönen aus dem Untergrund in allen 5 Innerschweizer Hauptorten), Hg. DNS-Transport, Zug.[30]
- mit Caroline Lötscher: «HAETTENSCHWEILER», Format F4, 2006, (für die Ausstellung «Haettenschweiler: Schriften für die Welt, Logos für Zug»), Hg. DNS-Transport, Zug.[31]
- mit Caroline Lötscher: «BRRRRRAUCHTUM?», Format F4, 2006, (für die Ausstellung «Brrrrrauchtum? 10 Jahre Einachser-Rennen Neuheim»), Hg. DNS-Transport, Zug.[32]

## Publikationen (Auswahl)
- «Zuger Bräuche», 2024 (Video-Tour mit 7 Kurzfilmen für die CityBot-App der Stadt Zug), Hg. DNS-Transport, Zug/Stadt Zug.[33][34]
- mit Caroline Lötscher: «Zuger Rötel», 2023 (Website über den Traditionsfisch), Hg. DNS-Transport, Zug.[35][36][37]
- «Chriesi-Tour», 2023 (Audio-Tour mit 14 Hörgeschichten für die CityBot-App der Stadt Zug), Hg. DNS-Transport, Zug/Stadt Zug.[38][39][40]
- mit Caroline Lötscher: «ZEITBILD COLOR: Zug, 1873–2016», 2020 (100 Vergleichsbilder, koloriert), Hg. DNS-Transport, Zug.[25]
- mit Caroline Lötscher: «IG ZUGER CHRIESI», 2018, Hg. DNS-Transport, Zug.[6]
- mit Caroline Lötscher: «ZUGER-RIGI-KIRSCH», 2018, Hg. DNS-Transport, Zug.[12]
- mit Caroline Lötscher, Michael van Orsouw, Regine Giesecke: «ZEITBILD: Zug, 1873–2016», 2017 (100 Vergleichsbilder, mit Texten), Hg. DNS-Transport, Zug/Amt für Denkmalpflege und Archäologie Kanton Zug/Stadt Zug.[18]
- mit Caroline Lötscher, Michael Van Orsouw, Atlant Bieri, Sabine Windlin, Andri Pol, Jasmin Huber: CHRIESI, Kirschenkultur rund um Zugersee und Rigi. 2017 (Standardwerk zur 600-jährigen Geschichte der regionalen Chriesikultur), Hg. DNS-Transport, Zug/Edition Victor Hotz, Steinhausen.[11][41]
- mit Vera Eggermann: Das Buchstaben-Monster. Kinderbuch mit Arbeitsheft. Hg. Atlantis/Pro Juventute/Orell Füssli, Zürich 2000.[42]
- mit Vera Eggermann: Sardinen wachsen nicht auf Bäumen. Kinderbuch. Hg. Atlantis/Pro Juventute/Orell Füssli, Züerich 1999.[43]

## Preise und Auszeichnungen (Auswahl)
- 2025: Aufnahme der Website www.zuger-roetel.ch ins Schweizer Webarchiv der Nationalbibliothek Bern.
- 2024: Aufnahme der Website www.dns-transport.ch ins Schweizer Webarchiv der Nationalbibliothek Bern.
- 2024: Aufnahme der Website www.zuger-rigi-kirsch.ch ins Schweizer Webarchiv der Nationalbibliothek Bern.
- 2019: Auszeichnung Gold, «Swiss Print Award 2019» für das Buch «CHRIESI, Kirschenkultur rund um Zugersee und Rigi».
- 2018: Lebkuchenehrung 2018 für das Projekt «1000 Kirschbäume für Zug» und Eintrag ins «Goldene Buch der Stadt Zug».
- 2016: Auszeichnung «Zacharias-Kommunikationspreis Deutschland 2016» in Stuttgart für Treichler, Erfinderhaus der Zuger Kirschtorte.
- 2013: Der «Beromünster-Radioweg» wird offiziell zum «Kulturweg der Schweiz».
- 2013: Nomination «German Design Award 2013».
- 2010: Aufnahme der Website www.zugerchriesi.ch ins Schweizer Webarchiv der Nationalbibliothek Bern.
- 2010: Auszeichnung «100 beste Plakate 2010 aus Deutschland, Österreich und der Schweiz».
- 2009: Nomination «Designpreis der Bundesrepublik Deutschland 2009».
- 2006: Auszeichnung «100 beste Plakate 2006 aus Deutschland, Österreich und der Schweiz».
- 2006: «Auszeichnung guter Bauten im Kanton Zug 1996–2005» für die Signaletik des Ökihofs «Furenmatt» bei Cham.
- 2005: Auszeichnung «100 beste Plakate 2005 aus Deutschland, Österreich und der Schweiz».
- 2004: Auszeichnung Gold, «Swiss Poster Award 2004» für das Plakatprojekt «SOUVENIR-Zug/Berlin».
- 2003: Aufnahme der künstlerischen Plakate von DNS-Transport in die Sammlung des Musée de la Publicité im Palais du Louvre Paris.
- 1999: Auszeichnung «Schweizer Kinder- und Jugendbuchpreis 1999».
- 1999: Ehrenpreis «Schönste Bücher aus aller Welt 1999» der Stiftung Buchkunst Deutschland an der Leipziger Buchmesse.
- 1998/1999: Atelierstipendium des Kantons Zug in Berlin 1998/1999 für Ueli Kleeb.
- 1998: Auszeichnung «Die schönsten Schweizer Bücher 1998».
- 1995/1993/1991: Auszeichnung «Förder- und Weiterbildungsbeitrag des Kantons Zug» für Ueli Kleeb.